# شاندلير هوفمان
شاندلير هوفمان (بالإنجليزية: Chandler Hoffman)‏ (17 أغسطس 1990 ببرمنغهام في الولايات المتحدة - ) هو لاعب كرة قدم أمريكي في مركز الهجوم. لعب مع فيلادلفيا يونيون ولوس أنجلوس غلاكسي وهيوستن دينامو ونادي كولورادو سبرينغس ولوس انجلوس غالاكسي 2 ولويسفيل سيتي وPanama City Beach Pirates ‏ ونادي بان وOrange County Blue Star ‏.

## روابط خارجية
- شاندلير هوفمان على موقع الدوري الأمريكي (الإنجليزية)
- شاندلير هوفمان على موقع قاعدة بيانات كرة القدم.إي يو (الإنجليزية)
- شاندلير هوفمان على موقع AS.com (الإسبانية)